# Зайцева, Надежда Васильевна
Надежда Васильевна Зайцева (15 августа 1926 — 4 апреля 2009) — передовик советского сельского хозяйства, бригадир совхоза «Ручьи» Всеволожского района Ленинградской области, Герой Социалистического Труда (1971).

## Биография
Родилась 15 августа 1926 года в деревне Подполозье ныне Псковского района Псковской области в крестьянской семье.
Осталась рано без родителей. Сестра увезла её в город Ленинград. В годы Великой Отечественной войны находилась в эвакуации. С 1944 года работала овощеводом. В 1950 году стала звеньевой, а с 1952 года бригадиром овощеводов совхоза «Ручьи» Всеволожского района Ленинградской области. С 1950 года член ВКП(б).
Окончила Всеволожский сельскохозяйственный техникум. Её бригада стала одной из лучших в области. Была наставником для молодых работников.
В 1965—1975 годах её бригада ежегодно получала по 700 центнеров свёклы, 500 центнеров моркови и 800 центнеров капусты на площади 120 гектаров.
Указом Президиума Верховного Совета СССР от 8 апреля 1971 года за получение высоких результатов в сельском хозяйстве и рекордные показатели в уборке урожая Надежде Васильевне Зайцевой было присвоено звание Героя Социалистического Труда с вручением ордена Ленина и золотой медали «Серп и Молот».
Позже была переведена на должность экономиста, после чего вышла на заслуженный отдых.
Являлась делегатом XXIV съезда КПСС.
Проживала в Санкт-Петербурге. Умерла 4 апреля 2009 года. Похоронена на Богословском кладбище.

## Награды
- Медаль «Серп и Молот» (08.04.1971)
- Два ордена Ленина (30.04.1966, 08.04.1971)
- Медали.